# Будаковка
Будаковка — упразднённый посёлок на территории Белокатайского района Башкортостан Российской Федерации. Ныне урочище Маслозавод.

## География
Находилась на правом берегу Чёрной речки (реки Чёрная).

## История
Основана, не ранее начало XX века. В посёлке находился мехмаслозавод, построенный в 1932-33 годах. Последний раз упоминается в списке населённых пунктов в 1972 году. Прекратил существование в связи переносом маслозавода в село Новобелокатай.
Входила в состав Златоустовского уезда Старо-Белокатайской волости, с 1930 — в (Новобелокатайский сельсовет).

## Население
В 1939 году — 196 человек (Населенные пункты Башкортостана : В 4 т. Т. I / Территориальный орган Федеральной службы государственной статистики по Республике Башкортостан. — Уфа : Китап, 2018. — 300 с. — С.115), в 1961—151.

## Память
В мае 2024 года на месте исчезнувшей деревни установили памятный знак.